# 特定第3種漁港
特定第3種漁港（とくていだいさんしゅぎょこう）とは、利用範囲が全国的な漁港のうち、水産業の振興のためには特に重要であるとして漁港漁場整備法の政令で定められた漁港。略称は「特三」。本州と九州にのみ分布し、全国に13港ある。

## 概要
戦後占領期に設定されたマッカーサー・ラインが徐々に拡大されて日本漁船の遠洋漁業が可能になり、さらに朝鮮特需が始まると、1951年（昭和26年）度より太平洋（銚子漁港）・東シナ海（長崎漁港）・日本海（浜田漁港）の各海に面する漁港1港ずつ計3港が指定された。高度経済成長が始まると、1959年（昭和34年）度末に一気に6港が指定を受け、1968年（昭和43年）度末に2港、1972年（昭和47年）度末にも2港が指定された。1973年（昭和48年）のオイルショック以降は更なる指定は見られない。
2010年（平成22年）7月1日現在、日本国内には2,914の漁港があり、そのうち「特三」は13港と、全体の0.45%を占めるに過ぎないが、漁獲高は全体の約30%を占める。
なお、国内有数の水揚げ量を誇る釧路港（2023年度は銚子港を上回り19年振りに全国1位）は漁港指定を受けていない。

## 一覧
| 名称       | 県       | 市       | 位置                                   | 島   | 面する海 | 指定年月日                |
| ---------- | -------- | -------- | -------------------------------------- | ---- | -------- | ------------------------- |
| 八戸漁港   | 青森県   | 八戸市   | 北緯40度31分52秒 東経141度32分40.3秒   | 本州 | 太平洋   | 1960年（昭和35年）3月21日 |
| 気仙沼漁港 | 宮城県   | 気仙沼市 | 北緯38度54分3.7秒 東経141度34分46.4秒  | 本州 | 太平洋   | 1969年（昭和44年）3月03日 |
| 石巻漁港   | 宮城県   | 石巻市   | 北緯38度24分35.8秒 東経141度19分34.1秒 | 本州 | 太平洋   | 1973年（昭和48年）2月23日 |
| 塩釜漁港   | 宮城県   | 塩竈市   | 北緯38度19分30.8秒 東経141度2分41.2秒  | 本州 | 太平洋   | 1960年（昭和35年）3月21日 |
| 銚子漁港   | 千葉県   | 銚子市   | 北緯35度44分40秒 東経140度51分41.5秒   | 本州 | 太平洋   | 1951年（昭和26年）7月10日 |
| 三崎漁港   | 神奈川県 | 三浦市   | 北緯35度8分25.6秒 東経139度36分49秒    | 本州 | 太平洋   | 1960年（昭和35年）3月21日 |
| 焼津漁港   | 静岡県   | 焼津市   | 北緯34度52分15.8秒 東経138度20分1.5秒  | 本州 | 太平洋   | 1960年（昭和35年）3月21日 |
| 境漁港     | 鳥取県   | 境港市   | 北緯35度32分47.1秒 東経133度14分53.2秒 | 本州 | 日本海   | 1973年（昭和48年）2月23日 |
| 浜田漁港   | 島根県   | 浜田市   | 北緯34度53分27.4秒 東経132度3分48秒    | 本州 | 日本海   | 1952年（昭和27年）5月28日 |
| 下関漁港   | 山口県   | 下関市   | 北緯33度56分58秒 東経130度55分11.2秒   | 本州 | 日本海   | 1960年（昭和35年）3月21日 |
| 博多漁港   | 福岡県   | 福岡市   | 北緯33度35分43.8秒 東経130度23分18.6秒 | 九州 | 日本海   | 1960年（昭和35年）3月21日 |
| 長崎漁港   | 長崎県   | 長崎市   | 北緯32度49分0.1秒 東経129度45分54.9秒  | 九州 | 東シナ海 | 1951年（昭和26年）9月07日 |
| 枕崎漁港   | 鹿児島県 | 枕崎市   | 北緯31度15分58.9秒 東経130度17分33.2秒 | 九州 | 東シナ海 | 1969年（昭和44年）3月03日 |